# Danh sách vườn quốc gia tại Hà Lan

Bản đồ vị trí các Vườn quốc gia Hà Lan

Vườn quốc gia tại Hà Lan đã được xác định trong những năm 1960 như là một khu vực có diện tích ít nhất là 10 km ², bao gồm địa hình tự nhiên, nước hoặc rừng, với một cảnh quan và hệ động thực vật đặc biệt.
Hai vườn quốc gia đầu tiên được thành lập trong những năm 1930 là của các tổ chức tư nhân. Vườn quốc gia Schiermonnikoog là địa danh chính thức đầu tiên được thành lập vào năm 1989. Vườn quốc gia gần đây nhất đã được thành lập là Alde Feanen, vào tháng 4 năm 2006. Trong năm 2009, vườn quốc gia Weerribben được mở rộng thêm khu vực Wieden, nâng tổng diện tích bảo vệ bởi vườn quốc gia này là 10.500 ha và tổng diện tích bảo vệ của các vườn quốc gia tại Hà Lan là 130.000 ha, chiếm 3% diện tích.
Trong năm 2011, Chính phủ quyết định các tỉnh sẽ chịu trách nhiệm về công tác quản lý các vườn quốc gia khiến Hà Lan có lẽ là quốc gia duy nhất mà Nhà nước không chịu trách nhiệm về việc quản lý các vườn quốc gia. Điều này đã khiến tương lai của các vườn quốc gia tại đây gặp nhiều nguy hiểm.

## Danh sách
| Vườn quốc gia                                         | Vị trí                      | Diện tích (ha) | Thành lập           | Bản đồ                                                | Hình ảnh                 |
| ----------------------------------------------------- | --------------------------- | -------------- | ------------------- | ----------------------------------------------------- | ------------------------ |
| Vườn quốc gia Lauwersmeer                             | Groningen, Friesland        | 6.000          | 2003                | Vườn quốc gia Lauwersmeer                             |                          |
| Vườn quốc gia Schiermonnikoog                         | Friesland                   | 5.400          | 1989                | Vườn quốc gia Schiermonnikoog                         |                          |
| Vườn quốc gia Alde Feanen                             | Friesland                   | 4.000          | 2006                | Vườn quốc gia Alde Feanen                             |                          |
| Vườn quốc gia Drents-Friese Wold                      | Drenthe, Friesland          | 6.100          | 2000                | Vườn quốc gia Drents-Friese Wold                      |                          |
| Vườn quốc gia Dwingelderveld                          | Drenthe                     | 3.700          | 1991                | Vườn quốc gia Dwingelderveld                          |                          |
| Vườn quốc gia Drentsche Aa                            | Drenthe                     | 10.600         | 2002                | Vườn quốc gia Drentsche Aa                            |                          |
| Vườn quốc gia De Weerribben-Wieden                    | Overijssel                  | 10.500         | 1992 2009 (mở rộng) | Vườn quốc gia De Weerribben-Wieden                    |                          |
| Vườn quốc gia Sallandse Heuvelrug                     | Overijssel                  | 2.740          | 2004                | Vườn quốc gia Sallandse Heuvelrug                     |                          |
| Vườn quốc gia Veluwezoom                              | Gelderland                  | 6.000          | 1930                | Vườn quốc gia Veluwezoom                              |                          |
| Vườn quốc gia Hoge Veluwe                             | Gelderland                  | 5.500          | 1935                | Vườn quốc gia Hoge Veluwe                             |                          |
| Vườn quốc gia Utrechtse Heuvelrug                     | Utrecht                     | 6.000          | 2003                | Vườn quốc gia Utrechtse Heuvelrug                     |                          |
| Vườn quốc gia Cồn cát Texel                           | Noord-Holland               | 4.300          | 2002                | Vườn quốc gia Duinen van Texel                        |                          |
| Vườn quốc gia Zuid-Kennemerland                       | Noord-Holland               | 3.800          | 1995                | Vườn quốc gia Zuid-Kennemerland                       |                          |
| Vườn quốc gia Oosterschelde                           | Zeeland                     | 37.000         | 2002                | Vườn quốc gia Oosterschelde                           |                          |
| Vườn quốc gia De Biesbosch                            | Noord-Brabant, Zuid-Holland | 9.000          | 1994                | Vườn quốc gia De Biesbosch                            |                          |
| Công viên xuyên biên giới De Zoom - Kalmthoutse Heide | Noord-Brabant, Antwerp (Bỉ) | 3.750          | 2001                | Công viên xuyên biên giới De Zoom - Kalmthoutse Heide |                          |
| Vườn quốc gia De Loonse en Drunense Duinen            | Noord-Brabant               | 3.700          | 2002                | Vườn quốc gia De Loonse en Drunense Duinen            |                          |
| Vườn quốc gia De Groote Peel                          | Limburg, Noord-Brabant      | 1.340          | 1993                | Vườn quốc gia De Groote Peel                          |                          |
| Vườn quốc gia Maasduinen                              | Limburg                     | 4.200          | 1996                | Vườn quốc gia Maasduinen                              |                          |
| Vườn quốc gia Meinweg                                 | Limburg                     | 1.700          | 1999                | Vườn quốc gia Meinweg                                 |                          |
| Vườn quốc gia Nieuw Land                              | Flevoland                   | 28.900         | 2018                |                                                       | Vườn quốc gia Nieuw Land |

Ngoài ra, một số vườn quốc gia nằm trong Caribe Hà Lan đã được công nhận như là vườn quốc gia của Antille thuộc Hà Lan vào ngày 10 tháng 10 năm 2010 bao gồm:
- Vườn quốc gia Biển Bonaire (Bonaire)
- Vườn quốc gia Washington Slagbaai (Bonaire)
- Vườn quốc gia Biển Sint Eustatius (Sint Eustatius)
- Vườn quốc gia Quill/Boven (Sint Eustatius)
- Vườn quốc gia Biển Saba (Saba)
- Vườn quốc gia Saba (Saba)